# Phumosia viridis
Phumosia viridis este o specie de muște din genul Phumosia, familia Calliphoridae, descrisă de Hiromu Kurahashi în anul 1989. Conform Catalogue of Life specia Phumosia viridis nu are subspecii cunoscute.